# Brachygeophilus pauciporus
Brachygeophilus pauciporus är en mångfotingart som beskrevs av Chamberlin 1952. Brachygeophilus pauciporus ingår i släktet Brachygeophilus och familjen storjordkrypare.
Artens utbredningsområde är Turkiet. Inga underarter finns listade i Catalogue of Life.